# Державна релігія
| Християнство Протестантизм Православ'я Католицизм | Іслам Сунізм Шиїзм Буддизм |

Держави з офіційними релігіями

Державна релігія (також офіційна релігія) —  віровчення, офіційний статус якого підтверджено даною державою. Державу без державної релігії називають світською або секулярною.
Термін державна церква як правило має на увазі християнство, тобто одну з конфесійних форм державної релігії.

## Держави, в яких існує офіційна релігія

### Християнство

#### Католицизм
1. Аргентина
2. Ватикан (Теократія)
3. Домініканська Республіка
4. Коста-Рика
5. Ліхтенштейн
6. Мальта
7. Монако
8. Сальвадор
9. Деякі кантони Швейцарії

#### Лютеранство
1. Данія
2. Ісландія
3. Норвегія

- В Фінляндії відносини між церквою і державою регулюються особливими угодами. Діяльність церкви регулюється особливим законодавством. Церква має право на особливий церковний податок (збирається за допомогою державних структур на добровільній основі). Однак юридично Церква Фінляндії не є державною.
- В Швеції, попри те, що головою Церкви Швеції є король, з 2000 року Церква незалежна від держави.
- В Шотландії є національна Церква Шотландії; англійський монарх не є главою цієї церкви, а лише її членом.

#### Англіканство
1. Англія

#### Православ'я
1. Греція
2. Фінляндія. Статус православної церкви в Фінляндії аналогічний до лютеранської.

У багатьох країнах Східної Європи особливий статус православної церкви закріплений у законодавчих документах, разом із тим вислів «державна релігія» не вживається. Гарвардське дослідження зараховує такі країни до країн з державною релігією: 
- Грузія. У 9-й статті конституції Грузії записано: "держава визнає виняткову роль Грузинської православної церкви в історії Грузії і разом з тим проголошує повну свободу релігійних віросповідання, незалежність церкви від держави»[1].
- Болгарія. Згідно з Конституцією Болгарії, що прийнята в 1991 році, православ'я є «традиційною» релігією країни[2].
- Північна Македонія

### Юдаїзм
1. В Ізраїлі юдаїзм технічно не є державною релігією, однак:

- Релігія не відділена від держави; головний релігійний орган - Раббанут та інститути навчання релігії ( єшиви) безпосередньо підтримуються Міністерством у справах релігії; у відання цього міністерства також входять місцеві релігійні поради та релігійні суди — рішення останніх здійснюються виконавчою владою
- Євреї мають переважне право на імміграцію; існують перешкоди для в'їзду в країну єврея, який перейшов в іншу віру.
- У сфері сімейного права і деяких інших областях для євреїв діє виключно релігійне право, зокрема, інститут укладання та розірвання шлюбів знаходиться під контролем Раббанута Ізраїлю. В результаті в країні немає цивільних шлюбів (для інших віровчень вступ в шлюб контролюється представниками відповідних релігійних структур), проте в Ізраїлі визнаються цивільні шлюби, укладені за кордоном (на практиці бажаючі обійти релігійну процедуру укладення шлюбу від'їзд найчастіше на Кіпр) .
- У багатьох містах транспорт, за винятком таксі, не працює в шабат [3].

### Іслам

#### Сунізм
1. Алжир
2. Афганістан
3. Бангладеш
4. Бахрейн
5. Бруней
6. Єгипет
7. Індонезія
8. Йорданія
9. Ємен
10. Катар
11. Коморські острови
12. Лівія
13. Мавританія
14. Мальдіви
15. Марокко
16. Об'єднані Арабські Емірати
17. Пакистан
18. Саудівська Аравія
19. Сомалі
20. Судан
21. Туніс
22. Палестина

#### Шиїзм
1. Ірак
2. Іран (Теократія)

#### Ібадизм
1. Оман

### Буддизм
1. Бутан
2. Лаос
3. Камбоджа
4. Таїланд

- В Шрі-Ланці конституція надає буддизму «передове місце», але буддизм не визнано державною релігією.[4]